# Convogli di Malta

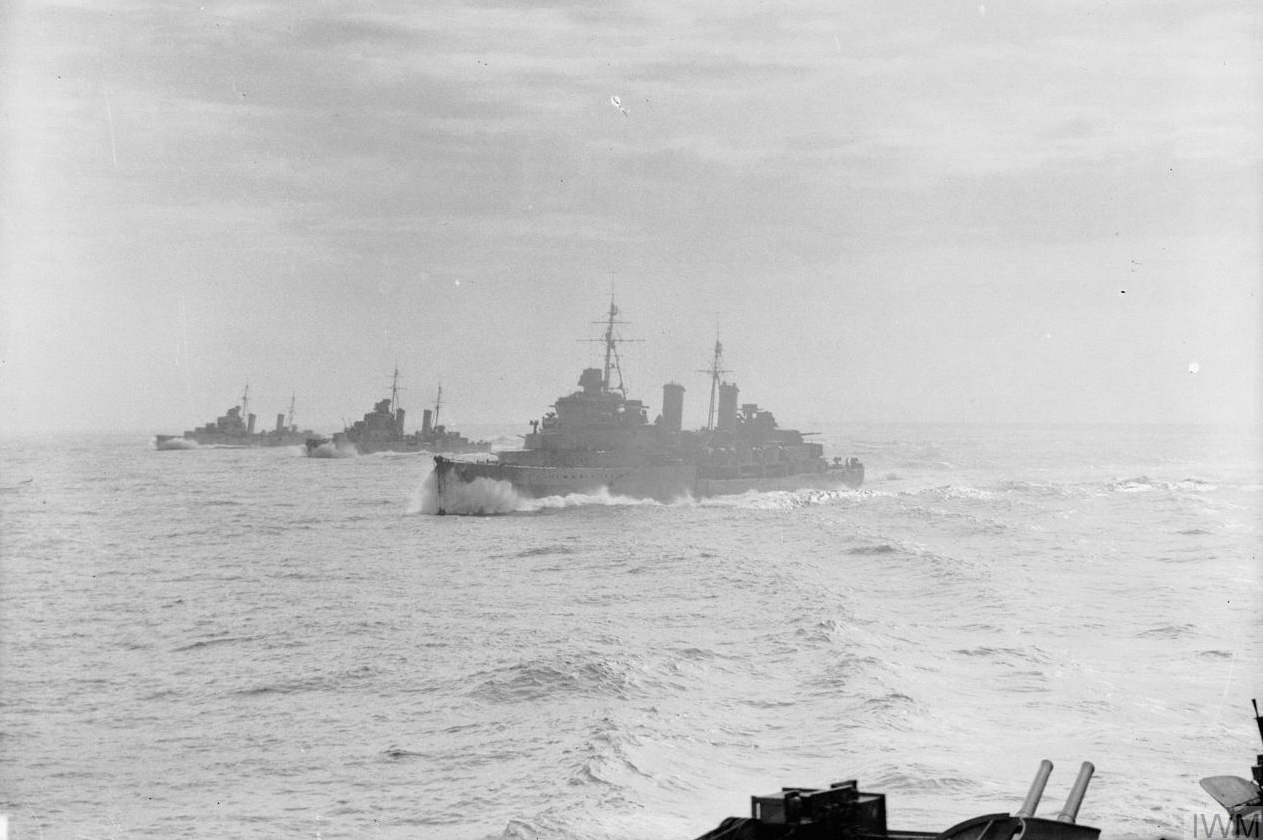
Tre incrociatori britannici durante l'Operazione Halberd

Con il termine convogli di Malta la storiografia individua le numerose azioni di scorta ai convogli mercantili compiute dalla Royal Navy e da altre marine Alleate tra il 1940 e il 1942 per rifornire la guarnigione stanziata a Malta, assediata dalle forze italo-tedesche durante la seconda guerra mondiale. L'invio massiccio di mercantili, petroliere e naviglio militare, teso a garantire gli alimenti per la popolazione civile e il carburante necessario ai reparti aerei e navali lì dislocati, conobbe un deciso contrasto a opera della Regia Marina, della Regia Aeronautica, della Lutfwaffe e dell'arma sottomarina della Kriegsmarine; le battaglie scaturite da queste opposte intenzioni si inquadrano nella battaglia del Mediterraneo.

## Assedio di Malta
Malta rivestiva una posizione eminentemente strategica, dacché era posta quasi al centro del Mar Mediterraneo e minacciava le rotte di rifornimento dall'Italia meridionale alla colonia di Libia, base delle operazioni della 5ª Armata italiana e poi del Deutsches Afrikakorps (DAK) verso il protettorato britannico dell'Egitto. L'importanza strategica di Malta fu tale nel corso del conflitto che il Regno Unito accettò rischi e perdite onerosi pur di mantenerne il possesso: nel corso di oltre due anni accusò l'affondamento di decine di unità militari, comprese due portaerei (HMS Ark Royal, HMS Eagle) e una nave da battaglia (HMS Barham) e non esitò a ricorrere a navi da guerra veloci (di solito posamine classe Abdiel) e a sommergibili pur di recapitare i viveri e i rifornimenti necessari. I caccia furono fondamentali nella difesa dell'isola e quantità di Hawker Hurricane, inizialmente, e Supermarine Spitfire in seguito (una volta divenuta evidente l'inferiorità degli Hurricane a fronte dei nuovi caccia dell'Asse) furono più volte trasferite a Malta dalle portaerei, che si portavano a distanza utile prima di lanciare i velivoli (operazioni che vennero ad essere definite "Club Runs" perché compiute da "The Club", il nome informale dato al gruppo più efficiente di navi da guerra inglesi, basate a Gibilterra).
L'Asse, che dapprima aveva sottovalutato l'importanza strategica di Malta (gli italiani contavano su una guerra vittoriosa e di brevissima durata e non si preoccuparono di ulteriori dettagli), si convinse della necessità di espugnarla dopo i continui attacchi ai suoi convogli da parte di forze aeree e navali basate sull'isola (specialmente dalle navi della Force K britannica), e ne progettò un attacco aeronavale per neutralizzarla, che includeva un grosso sbarco di truppe terrestri ( Operazione C3 per gli italiani, Operazione Herkules per i tedeschi), ma l'azione, giudicata complessa e troppo rischiosa dai comandi militari, fu dapprima rimandata per permettere di concentrare il grosso delle forze dell'Asse nel supporto all'avanzata di Rommel in Nordafrica, e trovò infine l'opposizione di Hitler, molto titubante all'idea di dover ripetere le sanguinosissime perdite delle sue truppe aviolanciate nel corso dell'occupazione di Creta. Dopo la perdita di Tobruk l'idea di uno sbarco a Malta fu definitivamente archiviata.
Il periodo critico fu nella metà del 1942, quando l'isola aveva disperatamente bisogno di forniture come carburante e cibo ed aveva temporaneamente cessato di essere un punto di partenza offensivo efficace. L'invasione tedesca della Russia, però, sottrasse alle forze che assaltavano Malta ingenti risorse aeree germaniche, pericolosissime per l'isola. La situazione si attenuò nella seconda metà dell'anno, in particolare dopo la vittoria nella seconda battaglia di El Alamein e lo sbarco anglo-statunitense in Algeria e Marocco (operazione Torch) che rovesciarono completamente il quadro strategico nel Mediterraneo.